# Castello di Bagras

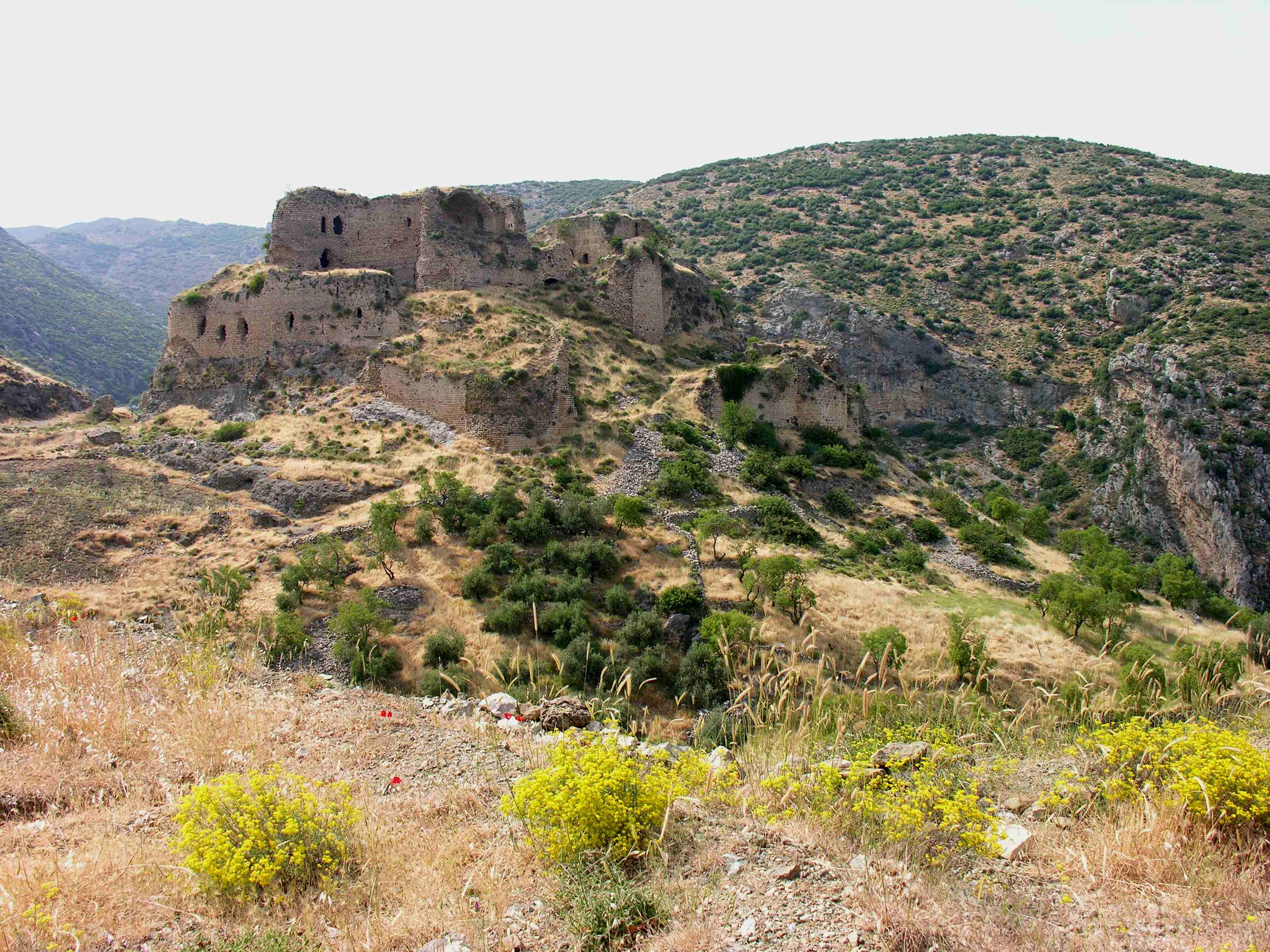
Le rovine del castello di Bagras, viste da sud-est

Bagras o Baghras, l'antica Pagrae (Πάγραι), è una località della Turchia dove sorge un castello di epoca bizantina nei monti Amanos.

## Storia
Il castello di Pagrae fu eretto intorno all'anno 965 dall'imperatore bizantino Niceforo II Foca, che vi stabilì un migliaio di fanti e 500 cavalieri sotto il comando di Michele Bourtzes per razziare le campagne della vicina città di Antiochia. Esso costituiva la base per controllare il Passo della Siria, tra Alessandretta ed Antiochia. Fu costruito in due livelli attorno a un poggio e ricorda i lavori degli armeni; il rifornimento d'acqua è assicurato da acquedotti.
Fu ricostruito attorno al 1153 dai Cavalieri templari sotto il nome di Gastun (o Gaston, Guascon, Gastim, Guaston o Gastin) e fu tenuto da loro o dal Principato d'Antiochia fino a quando fu costretto a capitolare dal Saladino il 26 agosto 1189. Fu ripreso nel 1191 dagli armeni guidati da Leone II, e la loro occupazione creò un importante contenzioso con antiocheni e templari.
Dopo una lunga trattativa, nel 1216 fu infine restituito ai templari e continuò a servire loro come quartier generale nel nord; fu il punto di partenza della disastrosa spedizione conclusa nel 1236 con una sconfitta a Darbsâk. Secondo cronache armene, in questo stesso periodo, il castello resistette ad un assedio delle forze di Aleppo.
Dopo la conquista di Antiochia da parte di Baybars, nel 1268, la guarnigione si perse d'animo ed uno dei fratelli disertò e gli consegnò le chiavi del castello.
I difensori rimasti decisero di distruggere tutto ciò che potevano ed arrendersi.
Nonostante la perdita del castello, nel 1305, Aitone II d'Armenia e Leone IV d'Armenia batterono sonoramente una forza di scorridori Mamelucchi nel vicino passo.

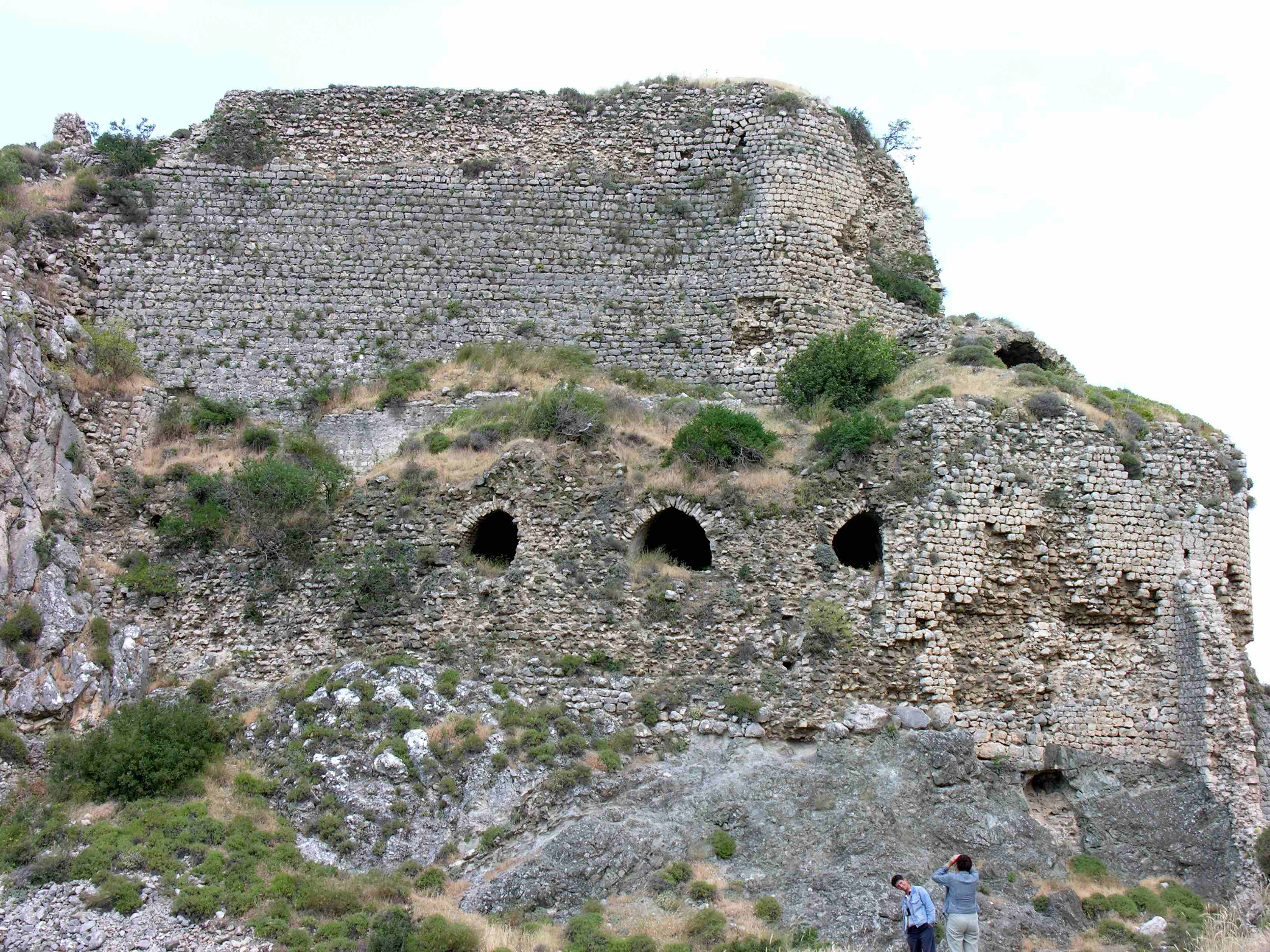
Vista ravvicinata delle rovine, lato ovest.